# Unisław Pomorski
Unisław Pomorski – stacja kolejowa w Unisławiu, w gminie Unisław, w powiecie chełmińskim, w województwie kujawsko-pomorskim, w Polsce. 

## Ruch pasażerski
| Rok  | Wymiana pasażerska na dobę |
| ---- | -------------------------- |
| 2017 | 100-149                    |
| 2022 | 10-149                     |

Na początku kwietnia 2000 roku została zamknięta dla pociągów osobowych. W dniu 13 listopada 2008 roku został przywrócony ruch pasażerski na tej stacji.

## Połączenia
Połączenia pasażerskie (wszystkie obsługiwane przez Arriva RP):
- Bydgoszcz Główna
- Chełmża